# ADPF 54
A Arguição de Descumprimento de Preceito Fundamental nº 54 (ADPF 54/DF) é a decisão final produzida em um processo judicial que tramitou no Supremo Tribunal Federal (STF) que garantiu, no Brasil, a interrupção terapêutica da gestação de feto  anencéfalo, sendo um precedente que contribuiu para a formação de uma jurisprudência sobre o tema no Brasil.
A ação, formalizada pela Confederação Nacional dos Trabalhadores na Saúde (CNTS) ao Supremo Tribunal Federal em 17 de junho de 2004, foi relatada pelo ministro Marco Aurélio Mello e julgada oito anos depois, em votação com a participação dos 11 ministros, durante os dias 11 e 12 de abril de 2012, e aprovada com 8 votos a favor e 2 contra. O ministro Antonio Dias Toffoli se declarou impedido de votar porque quando era advogado-geral da União (AGU) posicionou-se favorável à interrupção.
A decisão do STF não descriminaliza o aborto, bem como não cria nenhuma exceção ao ato criminoso previsto no Código Penal Brasileiro, a ADPF 54 decidiu, porém, que não deve ser considerado como aborto a interrupção terapêutica induzida da gravidez de um feto anencéfalo. A decisão do STF muda, ou põe em oficial, a interpretação que a Justiça deve ter sobre tais casos. Antes da sua aprovação, o Estado não tinha uma interpretação definida sobre o tema, fazendo com que a decisão final ficasse para cada Juiz. Na maioria das vezes, a prática era aceita, mas ficaram conhecidos casos em que a paciente teve de completar a gestação de um natimorto sem ter direito a abortar ou em que a sentença foi dada num estágio muito avançado da gravidez. A ADPF 54 é considerada por alguns juristas como uma decisão judicial de grande importância para o modo como o debate sobre o aborto é tratado no Brasil. O ministro Carlos Ayres Britto disse antes da votação que o projeto é um "divisor de águas no plano da opinião pública".
Durante a votação, o projeto recebeu ampla cobertura midiática, sendo destaque em jornais impressos, pela televisão e rádio. Também teve grande espaço na Internet, sendo um dos assuntos mais comentados entre os brasileiros. Gerou protestos e críticas por parte, principalmente, de grupos religiosos, entre eles católicos, espíritas e evangélicos, que condenaram a decisão do STF e defenderam a sua posição de que, mesmo sem cérebro, a vida do feto deve ser protegida. Médicos que não concordam com os preceitos destas crenças, em geral, aclamaram o resultado da votação, destacando os riscos à saúde da mulher; feministas defenderam o direito de escolha da gestante.

## Votação

### Votos

#### Marco Aurélio Mello
O relator do processo, o ministro Marco Aurélio Mello votou, no primeiro dia do julgamento, 11 de abril de 2012, a favor da legalização do aborto de fetos anencéfalos. Seu voto iniciou-se na manhã de quarta-feira e durou aproximadamente duas horas. Antes de iniciar a votação de facto, o ministro chamou atenção ao conceito de Estado laico, dizendo que "concepções religiosas não podem guiar as decisões estatais". Disse que as "paixões religiosas" devem ser colocadas à parte de uma votação de tamanha importância. A justificativa de seu voto girou em torno, principalmente, de que o anencéfalo não é uma "vida em potencial" e, sendo assim, não tem proteção jurídica de sua vida. Mello também citou os riscos que a gravidez traz à mulher e apoiou-se no Código Penal brasileiro para defender mais um ponto pela constitucionalidade do projeto. O Código permite à mulher que corre risco de vida abortar o feto mesmo que esse seja completamente viável, não faria sentido, então, proibir uma situação semelhante e em que não há violação do Direito à Vida, previsto na Constituição de 1988. Ele também lembrou que, além do corpo, a gestante que da à luz um natimorto corre sérios riscos à sua saúde mental. Marco Aurélio defendeu que a mulher deve ter o direito, vistos os pontos apresentados, a interromper a gestação, se assim for de sua vontade.
| “ | Aborto é crime contra a vida. Tutela-se a vida em potencial. No caso do anencéfalo, não existe vida possível. O feto anencéfalo é biologicamente vivo, por ser formado por células vivas, e juridicamente morto, não gozando de proteção estatal. Marco Aurélio Mello | ” |

Apesar de atentar com ênfase às questões sociais, Mello baseou a maior parte do seu voto em argumentos científicos, apresentados por especialistas durante Audiência pública organizada pelo Supremo em 2008. Entre as refutações feitas por Marco Aurélio, estão a de que o aborto de anencéfalos constituía eugenia e discriminação de deficientes físicos. Ele disse que o anencéfalo está fadado a morrer, dentro do útero ou horas depois do nascimento, afirmou que especialistas o consideram um "natimorto neurológico", reafirmando que ele não poderá sobreviver fora do corpo da mãe. Sobre eugenia, o ministro argumentou de modo semelhante, de que não se impede o nascimento de anencéfalos por eles serem "deficientes", mas sim por não terem vida. Em síntese à essa argumentação, Mello disse que "anencefalia é incompatível com a vida". Sobre erros de diagnóstico, ele afirmou que o Sistema Único de Saúde tem profissionais aptos a fazer o diagnóstico com certeza sobre a anencefalia a partir da 12ª semana de gestação e que não serão abertas exceções para outras anomalias genéticas.
Os então ministros Cesar Peluso e Ricardo Lewandowski votaram contrariamente à ADPF.